# Уинчелл, Уолтер
Уо́лтер Уи́нчелл (англ. Walter Winchell; 7 апреля 1897[…], Нью-Йорк, Нью-Йорк — 20 февраля 1972[…], Лос-Анджелес, Калифорния) — американский автор колонки сплетен и ведущий радионовостей. Первоначально будучи артистом водевиля, Уинчелл начал свою карьеру журналиста в качестве бродвейского репортера, критика и обозревателя в нью-йоркских таблоидах. Он стал национальной знаменитостью в 1930-х годах благодаря синдикации газетной сети Hearst и популярной радиопрограмме. Уинчелл был известен новаторским стилем отрывистых сводок новостей, шутками и сленгом века джаза. Биограф Нил Габлер объяснил его популярность и влияние тем, что «он превратил журналистику в вид развлечения».
Уинчелл освещал как серьёзные новости, так и неловкие истории об известных людях, используя свои широкие связи, сначала в мире развлечений и преступности эпохи сухого закона, а затем в правоохранительных органах и политике. Был известен торговлей сплетнями, иногда в обмен на своё молчание. Его откровенный стиль заставлял других бояться и восхищаться им. На его образе остроумного обозревателя сплетен было основано множество книг и фильмов, одной из ранних подобных работ стала пьеса и фильм «Благословенное событие» 1932 года. Когда приближалась Вторая мировая война, он подвергал нападкам тех, кто призывал к поддержке отношений с нацистами. В 1950-х он присоединился к Джозефу Маккарти в его кампании против коммунистов. Уинчелл нанёс ущерб репутации Чарльза Линдберга и Жозефины Бейкер, а также других людей, на которых обрушилась его неприязнь. Однако связь с Маккарти со временем сделала его немодным, а его стиль повествования плохо адаптировался к теленовостям.
Он вернулся на телевидение в 1959 году в качестве рассказчика криминального сериала «Неприкасаемые», чьё действие разворачивается в 1920-х годах.

## Профессиональная карьера
Уинчелл родился в Нью-Йорке, в семье Дженни (Бакст) и Джейкоба Уинчелла, кантора и продавца; они были евреями-иммигрантами из России. Он оставил школу в шестом классе и начал выступать в труппе водевиля Гаса Эдвардса, известной как «Секстет газетчиков», в которой также участвовали Эдди Кантор и Джордж Джессел. В это время Уинчелл выступал в роли чечёточника. Уинчелл служил в военно-морском флоте во время Первой мировой войны, достигнув звания лейтенанта-коммандера.
Уинчелл начал свою карьеру в журналистике с размещения заметок об актёрской труппе на закулисных досках объявлений. Он присоединился к «Vaudeville News» в 1920 году, затем покинул газету ради «New York Graphic» в 1924 году, где у него была колонка «Mainly About Mainstreeters». 10 июня 1929 года он перешёл в газету «New York Daily Mirror», где стал автором первой синдицированной колонки сплетен под названием «На Бродвее». Колонка распространялась синдикатом King Features.
Уинчелл дебютировал на радио на WCBS (AM) (филиал CBS) в Нью-Йорке 12 мая 1930 года. Шоу под названием «Сакс на Бродвее» представляло собой 15-минутную программу, в которой были представлены деловые новости о Бродвее. В 1932 году он переключился на WJZ (позже переименованную в WABC) и NBC Blue (позже ABC Radio) для журнала Jergens Journal.

### Связи с преступным миром
К 1930-м годам Уинчелл был «близким другом Оуни Мэддена, главаря банды № 1 в Нью-Йорке в эпоху сухого закона», но в 1932 году близость Уинчелла с преступниками заставила его опасаться, что его могут убить. Он сбежал в Калифорнию и «вернулся через несколько недель с новым энтузиазмом к законам, G-менами, дядей Сэмом и Old Glory». Его освещение похищения Линдберга и последующего судебного процесса привлекло внимание всей страны. В течение двух лет он подружился с Джоном Эдгаром Гувером, G-меном номер 1 эпохи отмены сухого закона. Уинчелл был ответственен за передачу Луиса «Лепке» Бухальтера из Murder, Inc. Гуверу.
Его газетная колонка была распространена в более чем 2000 газет по всему миру, и с 1920-х до начала 1960-х его читали 50 миллионов человек в день. Его радиопередачу в воскресенье вечером слушали ещё 20 миллионов человек с 1930 до конца 1950-х годов. В 1948 году у Уинчелла было радио-шоу с самым высоким рейтингом, когда он превзошел Фреда Аллена и Джека Бенни. Одним из примеров его профиля на пике карьеры было упоминание в песне Ричарда Роджерса и Лоренца Харта 1937 года «The Lady Is a Tramp»: «I follow Winchell and read every line».

### Взгляды
Уинчелл был евреем и стал одним из первых журналистов в Америке, нападавших на Адольфа Гитлера и американские профашистские и пронацистские организации, такие как Германоамериканский союз, особенно его лидера Фрица Юлиуса Куна. Он был стойким сторонником президента Франклина Рузвельта и Нового курса на протяжении Великой депрессии и часто служил рупором администрации Рузвельта в поддержку интервенционизма в ходе европейского военного кризиса в конце 1930-х гг.. Вначале он осуждал американских изоляционистов как поддерживающих попустительство действиям Гитлера и открыто выступал против таких известных изоляционистов, как Чарльз Линдберг, которого он прозвал «Одиноким страусом», и Джеральд Л. К. Смит, которому он дал прозвище «Джеральд Люцифер КККодфиш Смит». На протяжении 1930-х и 1940-х годов Уинчелл также был откровенным сторонником гражданских прав афроамериканцев и часто нападал на Ку-клукс-клан и другие расистские группы как на поддерживающие антиамериканские и пронемецкие цели.
Во время Второй мировой войны он также устраивал нападки на Национальный морской союз, профсоюзную организацию для гражданских служащих торгового флота США, которой якобы руководили коммунисты (в качестве примера он приводил рабочего лидера Западного побережья Гарри Бриджеса). В 1948—1949 годах он вместе с влиятельным обозревателем Дрю Пирсоном в своих колонках и радиопередачах «неточно и злонамеренно нападали на министра обороны Джеймса Форрестола». Впоследствии Уинчелл стал называть коммунизм главной угрозой, стоящей перед Америкой.

### Телевидение
В 1950-е годы Уинчелл поддерживал стремление сенатора Джозефа Маккарти выявить коммунистов в индустрии развлечений, но его популярность и влияние начали снижаться, поскольку общественность повернулась против Маккарти. Его еженедельная радиопередача велась одновременно по телевидению ABC, пока он не прекратил эту связь из-за спора с руководителями ABC в 1955 году. Он снялся в «Деле Уолтера Уинчелла», телевизионном криминальном сериале, который первоначально транслировался с 1957 по 1958 год, инсценировав дела Департамента полиции Нью-Йорка, которые освещались в «New York Daily Mirror». В 1956 году он подписал контракт с NBC на ведение развлекательной программы под названием «Шоу Уолтера Уинчелла», которая была отменена всего через 13 недель — особенно горькая неудача, учитывая успех его давнего соперника Эда Салливана в аналогичном формате с «Шоу Эда Салливана». ABC повторно наняла его в 1959 году, чтобы он четыре сезона рассказывал «Неприкасаемых». В 1960 году возобновление одновременной телевизионной передачи радиопередачи Уинчелла в 1955 году было отменено через шесть недель.
В начале 1960-х публичный спор с Джеком Пааром фактически положил конец карьере Уинчелла, которая уже находилась в упадке из-за перехода власти от печати к телевидению. Уинчелл разозлил Паара несколькими годами ранее, когда отказался отозвать статью, утверждая, что у Паара были семейные трудности. Биограф Нил Габлер описал эту ситуацию на Шоу Паара в 1961 году:
Эльза Максвелл появилась в программе и начала насмехаться над Уолтером, обвиняя его в лицемерии за то, что он размахивал флагом, но никогда не голосовал [что, кстати, было неправдой; шоу позже выпустило опровержение]. К разговору присоединился Паар. Он сказал, что колонка Уолтера была «написана мухой» и что его голос был таким высоким, потому что он носит «слишком тесное нижнее белье» …что у Уолтера была «дыра в душе».
В последующих программах Паар называл Уинчелла «глупым стариком» и приводил другие примеры его коварной тактики. Никто раньше не осмеливался публично критиковать Уинчелла, но к тому времени его влияние ослабло до такой степени, что он не мог эффективно ответить. «New York Daily Mirror», его ведущая 34-летняя газета, закрылась в 1963 году; его читатели неуклонно сокращались, и он исчез из поля зрения публики.

### Этические недостатки
Уинчелл стал известен своими попытками разрушить карьеру своих политических и личных врагов по мере развития его собственной карьеры, особенно после Второй мировой войны. Излюбленной тактикой были обвинения в связях с коммунистическими организациями и обвинения в сексуальных непристойностях. Он не был стеснялся обзываний; например, он называл нью-йоркского радиоведущего Барри Грея «Бори Пинком» и «дисковым придурком». Уинчелл слышал, что Марлен Эдвин Пью из профессионального журнала «Editor & Publisher» критиковала его, в ответ он называл её «Марлен Пи-ю».
На протяжении большей части его карьеры его контракты с работодателями газет и радио требовали от них возможность обезопасить его от любых убытков, понесённых в результате судебных исков по клевете. Он без извинений публиковал материалы, конфиденциально рассказанные ему друзьями; когда ему говорили о таких предательствах, он обычно отвечал: «Я знаю — я просто сукин сын». К середине 1950-х его многие считали высокомерным, жестоким и безжалостным. Во время американского турне в 1951 году Жозефина Бейкер, которая никогда не выступала перед изолированной аудиторией, раскритиковала негласную политику «Stork Club» по отказу от черных покровителей, а затем отругала Уинчелла за то, что он не встает на её защиту. Уинчелл быстро ответил серией резких публичных упрёков, включая обвинения в симпатиях к коммунистам. Он отвергал любые попытки друзей смягчить горячую риторику. Последовавшая огласка привела к прекращению действия рабочей визы Бейкер, вынудив её отказаться от всех своих обязательств и вернуться во Францию. Прошло почти десять лет, прежде чем официальные лица США разрешили ей вернуться в страну. Неблагоприятная огласка этого и подобных инцидентов подорвала его авторитет и власть.

## Стиль
Многие другие обозреватели начали писать сплетни вскоре после первого успеха Уинчелла, например Эд Салливан, сменивший его в «New York Evening Graphic», и Луэлла Парсонс в Лос-Анджелесе. Он писал в стиле сленга и неполных предложений. Повседневный стиль письма Уинчелла, как известно, вызывал гнев гангстера Голландца Шульца, который противостоял ему в Cotton Club в Нью-Йорке и публично критиковал его за то, что он использовал фразу «пустяк» для описания склонности Шульца к блондинкам. Наиболее известные афоризмы Уинчелла включают: «Ничто так не отступает, как успех» и «Я обычно получаю свои вещи от людей, которые обещали кому-то ещё, что сохранят это в секрете».
Герман Клурфельд, литературный негр для Уинчелла в течение почти трех десятилетий, начал писать четыре газетные колонки в неделю для Уинчелла в 1936 году и работал на него в течение 29 лет. Он также написал много фирменных кратких острот, названных «lasties» («последышки»), которые Уинчелл использовал в завершение своих воскресных вечерних радиопередач. Одной из таких ремарок, написанных Клурфельдом, была фраза: «Она чаще оказывалась на чьих-то коленках, чем столовая салфетка». В 1952 году газета «New York Post» раскрыла Клурфельда как литературного негра Уинчелла. Клурфельд позже написал биографию Уинчелла под названием «Уолтер Уинчелл: его жизнь и времена», которая легла в основу фильма «Уинчелл» (1998).
Уинчелл начинал свои радиопередачи, нажимав кнопку телеграфа. Этот звук создавал ощущение срочности и важности. Уинчелл использовал крылатую фразу «Добрый вечер, мистер и миссис Америка от границы до границы и от одного берега к другому и все корабли в море. Пойдём в печать». Затем он читал каждый из своих рассказов стаккато (со скоростью до 197 слов в минуту, хотя в интервью 1967 года он заявлял, что скорость значительно превышает 200 слов в минуту), что заметно быстрее, чем типичный темп американской речи. Его дикцию также можно услышать в его задыхающемся повествовании телесериала «Неприкасаемые», а также в нескольких голливудских фильмах.

## Личная жизнь
11 августа 1919 года Уинчелл женился на Рите Грин, одной из своих партнёрш по сцене. Пара рассталась через несколько лет, и он переехал к Элизабет Джун Маги, которая уже усыновила дочь Глорию и родила Уинчеллу первого ребёнка Уолду в 1927 году. В конце концов, Уинчелл развёлся с Грин в 1928 году, но он так и не женился на Маги, хотя они прожили вместе до конца жизни.
У Винчелла и Маги было трое детей: две дочери, Глория (которую пара усыновила), Уолда и сын Уолтер-младший. Глория умерла от пневмонии в возрасте девяти лет, а Уолда жила в психиатрической больнице. Уолтер-младший покончил жизнь самоубийством в семейном гараже в рождественскую ночь 1968 года. Потратив предыдущие два года на социальное обеспечение, Уолтер-младший в последний раз работал посудомойщиком в Санта-Ане, но назвал себя фрилансером, который какое-то время вёл колонку в «Los Angeles Free Press», выходившей с 1964 по 1978 год.

## Поздние годы
В 1960-х Уинчелл написал несколько колонок для киножурнала «Photoplay». Он объявил о своей отставке 5 февраля 1969 года, сославшись на самоубийство сына в качестве основной причины, а также на хрупкое здоровье его спутницы Джун Маги. Ровно через год после выхода на пенсию Маги умерла в больнице в Финиксе, проходя лечение от сердечного приступа.
Уинчелл провел последние два года в затворничестве в отеле Амбассадор в Лос-Анджелесе. Ларри Кинг, который заменил Уинчелла в «Miami Herald», вспоминал:
Ему было так грустно. Вы знаете, что Уинчелл делал в конце? Печатал листы своей колонки и раздавал их на углу. Вот как ему стало грустно. Когда он умер, на его похороны пришел только один человек: его дочь.

Некоторые из бывших коллег Уинчелла выразили желание поехать, но его дочь Уолда отвергла их.
Уинчелл умер от рака простаты в возрасте 74 лет 20 февраля 1972 года в Лос-Анджелесе, Калифорния. Он похоронен на Гринвудском кладбище в Финиксе.

## Уинчеллизм
Красочный и широко имитируемый язык Уинчелла вдохновил термин «уинчеллизм», означающий «любое слово или фразу, выдвинутые на первый план обозревателем Уолтером Уинчеллом» или его подражателями. Один из тогдашних этимологов сказал: «Есть множество… выражений, которые он породил и которые сейчас популярны среди его читателей и подражателей и составляют флеш-язык, получивший название уинчельский диалект. В газетной колонке, ведущей на всю страну тираж, Уинчелл достиг положения диктатора современного сленга». Использование сленга, намеков и измышленных эвфемизмов также защищало его от обвинений в клевете.